# Gunnar Koraen
Gunnar Martin Koraen, född 1 januari 1877 i Växjö, död 30 november 1952 i Stockholm, var en svensk läkare.
Gunnar Koraen var son till kamreraren Johan August Koraen. Efter mogenhetsexamen i Växjö 1895 studerade han vid Karolinska Institutet och blev han medicine kandidat 1901, medicine licentiat 1904 och medicine doktor 1907. Efter förordnanden vid Karolinska Institutet i farmakologi 1898–1899, i fysiologi 1899–1901 och i hygien 1904–1909 samt vid barnsjukhuset Samariten i Stockholm 1904–1905 och vid sjukhuset Eira 1905–1906 blev han docent i hygien vid Karolinska Institutet 1907 och var laborator i bakteriologi där 1909–1939. Koraen var tillförordnad professor i allmän hälsolära vid Karolinska Institutet 1917–1919 och erhöll 1919 förord till professur i ämnet. Han var skolläkare vid Högre allmänna läroverket å Östermalm 1908–1934 samt lärare vid flera specialkurser för läkare 1909–1915 och för lärare 1908–1921. Koraen blev marinläkare 1905 och var förste marinläkare 1921–1932. Han företog utländska studieresor, skrev ett tjugotal arbeten i hygien och bakteriologi och redigerade Hygienisk tidskrift 1908–1917. På grund av sjukdom var han tjänstledig från 1934.